# Temporada 2004 de la WNBA
La Temporada 2004 de la WNBA fue la octava en la historia de la Women's National Basketball Association. La liga comenzó con un equipo menos que el año anterior, 13, por la desaparición de las Cleveland Rockers. La temporada acabó con el primer título para las Seattle Storm, y también con el primer campeonato ganado por una entrenadora mujer, Anne Donovan.

## Clasificaciones

### Conferencia Este
| Conferencia Este     | G  | P  | PCT  | PD  | Casa | Fuera | Conf. |
| -------------------- | -- | -- | ---- | --- | ---- | ----- | ----- |
| Connecticut Sun x    | 18 | 16 | .529 | –   | 10–7 | 8–9   | 14–6  |
| New York Liberty x   | 18 | 16 | .529 | –   | 11–6 | 7–10  | 10–10 |
| Detroit Shock x      | 17 | 17 | .500 | 1.0 | 8–9  | 9–8   | 11–9  |
| Washington Mystics x | 17 | 17 | .500 | 1.0 | 11–6 | 6–11  | 9–11  |
| Charlotte Sting o    | 16 | 18 | .471 | 2.0 | 10–7 | 6–11  | 8–12  |
| Indiana Fever o      | 15 | 19 | .441 | 3.0 | 10–7 | 5–12  | 8–12  |

### Conferencia Oeste
| Conferencia Oeste          | G  | P  | PCT  | PD   | Casa | Fuera | Conf. |
| -------------------------- | -- | -- | ---- | ---- | ---- | ----- | ----- |
| Los Angeles Sparks x       | 25 | 9  | .735 | –    | 15–2 | 10–7  | 16–6  |
| Seattle Storm x            | 20 | 14 | .588 | 5.0  | 13–4 | 7–10  | 13–9  |
| Minnesota Lynx x           | 18 | 16 | .529 | 7.0  | 11–6 | 7–10  | 12–10 |
| Sacramento Monarchs x      | 18 | 16 | .529 | 7.0  | 10–7 | 8–9   | 12–10 |
| Phoenix Mercury o          | 17 | 17 | .500 | 8.0  | 10–7 | 7–10  | 11–11 |
| Houston Comets o           | 13 | 21 | .382 | 12.0 | 9–8  | 4–13  | 7–15  |
| San Antonio Silver Stars o | 9  | 25 | .265 | 16.0 | 6–11 | 3–14  | 6–16  |

## Galardones
| Galardón                                      | Ganadora                  | Equipo                        |
| --------------------------------------------- | ------------------------- | ----------------------------- |
| MVP de las Finales de la WNBA                 | Betty Lennox              | Seattle Storm                 |
| MVP de la Temporada de la WNBA                | Lisa Leslie               | Los Angeles Sparks            |
| Mejor Defensora de la WNBA                    | Lisa Leslie               | Los Angeles Sparks            |
| Jugadora Más Mejorada de la WNBA              | Kelly Miller Wendy Palmer | Indiana Fever Connecticut Sun |
| Peak Performers de la WNBA                    | Lauren Jackson            | Seattle Storm                 |
| Peak Performers de la WNBA                    | Lisa Leslie               | Los Angeles Sparks            |
| Rookie del Año de la WNBA                     | Diana Taurasi             | Phoenix Mercury               |
| Premio a la Jugadora Más Deportiva de la WNBA | Teresa Edwards            | Minnesota Lynx                |
| Entrenador del Año de la WNBA                 | Suzie McConnell Serio     | Minnesota Lynx                |

## Playoffs
|  | 1ª ronda Mejor de 3 | 1ª ronda Mejor de 3 | 1ª ronda Mejor de 3 |          |    | Finales de Conferencia Mejor de 3 | Finales de Conferencia Mejor de 3 | Finales de Conferencia Mejor de 3 |  |    | Finales de la WNBA Mejor de 3 | Finales de la WNBA Mejor de 3 | Finales de la WNBA Mejor de 3 |  |
|  |                     |                     |                     |          |    |                                   |                                   |                                   |  |    |                               |                               |                               |  |
|  |                     |                     |                     |          |    |                                   |                                   |                                   |  |    |                               |                               |                               |  |
|  | E1                  | Connecticut         | 2                   |          |    |                                   |                                   |                                   |  |    |                               |                               |                               |  |
|  | E1                  | Connecticut         | 2                   |          |    |                                   |                                   |                                   |  |    |                               |                               |                               |  |
|  | E4                  | Washington          | 1                   |          |    |                                   |                                   |                                   |  |    |                               |                               |                               |  |
|  | E4                  | Washington          | 1                   |          | E1 | Connecticut                       | 2                                 |                                   |  |    |                               |                               |                               |  |
|  | Conferencia Este    |                     |                     |          | E1 | Connecticut                       | 2                                 |                                   |  |    |                               |                               |                               |  |
|  |                     |                     | E2                  | New York | 0  |                                   |                                   |                                   |  |    |                               |                               |                               |  |
|  | E2                  | New York            | E2                  | New York | 0  | 2                                 |                                   |                                   |  |    |                               |                               |                               |  |
|  | E2                  | New York            |                     |          |    |                                   |                                   |                                   |  |    |                               |                               |                               |  |
|  | E3                  | Detroit             | 1                   |          |    |                                   |                                   |                                   |  |    |                               |                               |                               |  |
|  | E3                  | Detroit             | 1                   |          |    |                                   |                                   |                                   |  | E1 | Connecticut                   | 1                             |                               |  |
|  |                     |                     |                     |          |    |                                   |                                   |                                   |  | E1 | Connecticut                   | 1                             |                               |  |
|  |                     |                     | W2                  | Seattle  | 2  |                                   |                                   |                                   |  |    |                               |                               |                               |  |
|  | W1                  | Los Angeles         | W2                  | Seattle  | 2  | 1                                 |                                   |                                   |  |    |                               |                               |                               |  |
|  | W1                  | Los Angeles         |                     |          |    |                                   |                                   |                                   |  |    |                               |                               |                               |  |
|  | W4                  | Sacramento          | 2                   |          |    |                                   |                                   |                                   |  |    |                               |                               |                               |  |
|  | W4                  | Sacramento          | 2                   |          | W4 | Sacramento                        | 1                                 |                                   |  |    |                               |                               |                               |  |
|  | Conferencia Oeste   |                     |                     |          | W4 | Sacramento                        | 1                                 |                                   |  |    |                               |                               |                               |  |
|  |                     |                     | W2                  | Seattle  | 2  |                                   |                                   |                                   |  |    |                               |                               |                               |  |
|  | W2                  | Seattle             | W2                  | Seattle  | 2  | 2                                 |                                   |                                   |  |    |                               |                               |                               |  |
|  | W2                  | Seattle             |                     |          |    |                                   |                                   |                                   |  |    |                               |                               |                               |  |
|  | W3                  | Minnesota           | 0                   |          |    |                                   |                                   |                                   |  |    |                               |                               |                               |  |
|  | W3                  | Minnesota           | 0                   |          |    |                                   |                                   |                                   |  |    |                               |                               |                               |  |
|  |                     |                     |                     |          |    |                                   |                                   |                                   |  |    |                               |                               |                               |  |

### Finales
| 8 de octubre | Seattle Storm                                   | 64–68                              | Connecticut Sun                          | |  |
| 7:00pm       | Marcador por tiempos: 29–35, 33–35              | Marcador por tiempos: 29–35, 33–35 | Marcador por tiempos: 29–35, 33–35       | |  |
|              | Estadísticas Lennox 17 Edwards, Lennox 8 Bird 4 | Reporte Pts Reb Asts               | Estadísticas Douglas 18 Sales 9 Whalen 9 | Pabellón: Mohegan Sun Arena, Connecticut Asistencia: 9,341 espectadores Árbitros: - Courteau - Mattingly - Price Televisión: ESPN2 |  |

| 10 de octubre | Connecticut Sun                                      | 65–67                              | Seattle Storm                           | |  |
| 7:00 pm       | Marcador por tiempos: 30–35, 35–32                   | Marcador por tiempos: 30–35, 35–32 | Marcador por tiempos: 30–35, 35–32      | |  |
|               | Estadísticas Sales 32 McWilliams-Franklin 7 Whalen 7 | Reporte Pts Reb Asts               | Estadísticas Lennox 27 Jackson 11 Sam 3 | Pabellón: KeyArena, Seattle Asistencia: 17,072 espectadores Árbitros: - Bell - Napier - Trammell Televisión: ESPN2 |  |

| 12 de octubre | Connecticut Sun                                                                           | 60–74                              | Seattle Storm                           | |  |
| 9:00 pm       | Marcador por tiempos: 36–37, 24–37                                                        | Marcador por tiempos: 36–37, 24–37 | Marcador por tiempos: 36–37, 24–37      | |  |
|               | Estadísticas Sales 18 McWilliams-Franklin, Sales 6 Douglas, McWilliams-Franklin, Whalen 2 | Reporte Pts Reb Asts               | Estadísticas Lennox 23 Jackson 7 Bird 6 | Pabellón: KeyArena, Seattle Asistencia: 17,072 espectadores Árbitros: - Corteau - Gulbeyun - Mattingly Televisión: ESPN2 |  |